# ESPN Classic (Canada)
Pour les articles homonymes, voir ESPN Classic, ESPN Classic Sport et ESPN Classic UK.
ESPN Classic est une chaîne de télévision sportive canadienne de langue anglaise appartenant à CTV Speciality Television, un groupe mené par Bell Media (80 %) et ESPN (20 %). Cette chaîne diffuse diverses archives du monde du sport au Canada et ailleurs dans le monde, notamment des talk-show, des documentaires et des films.
Elle est l'équivalent canadien de la chaîne américaine ESPN Classic, fermée depuis décembre 2021.

## Histoire
Après avoir obtenu une licence auprès du CRTC en décembre 2000 pour le service Classic Sports, The Sports Network (TSN) a lancé la chaîne le 7 septembre 2001 sous le nom de ESPN Classic Canada. Quelques années plus tard, le mot "Canada" est disparu du nom et du logo.
La chaîne présente des matchs de hockey, football canadien, basketball, curling, boxe, et autres sports variés ainsi que des émissions et films sportifs. Une limite de 18 mois après sa diffusion originale est imposée pour la chaîne.
Ne diffusant pas en haute définition, et avec un budget déficitaire depuis 2017, Bell met fin à la chaîne le 31 octobre 2023.